# Lutte de Jacob avec l'ange
Pour les articles homonymes, voir La Lutte de Jacob avec l'Ange.
La lutte de Jacob avec l'ange est un épisode biblique du livre de la Genèse.
Revenu à Canaan, Jacob est demeuré seul sur la rive du Jabbok après avoir pris diverses dispositions en vue des retrouvailles redoutées avec son frère Esaü. Durant la nuit et jusqu’à l’aube, il lutte contre un mystérieux adversaire, se fait blesser par lui à la hanche et reçoit sa bénédiction ainsi que le nouveau nom d’Israël sous lequel sa descendance sera désormais connue.
Cet épisode est à l'origine de la coutume juive d'abstention de consommer le ligament de la hanche. Suivant la foi, l'incident est interprété diversement.

## Extrait biblique

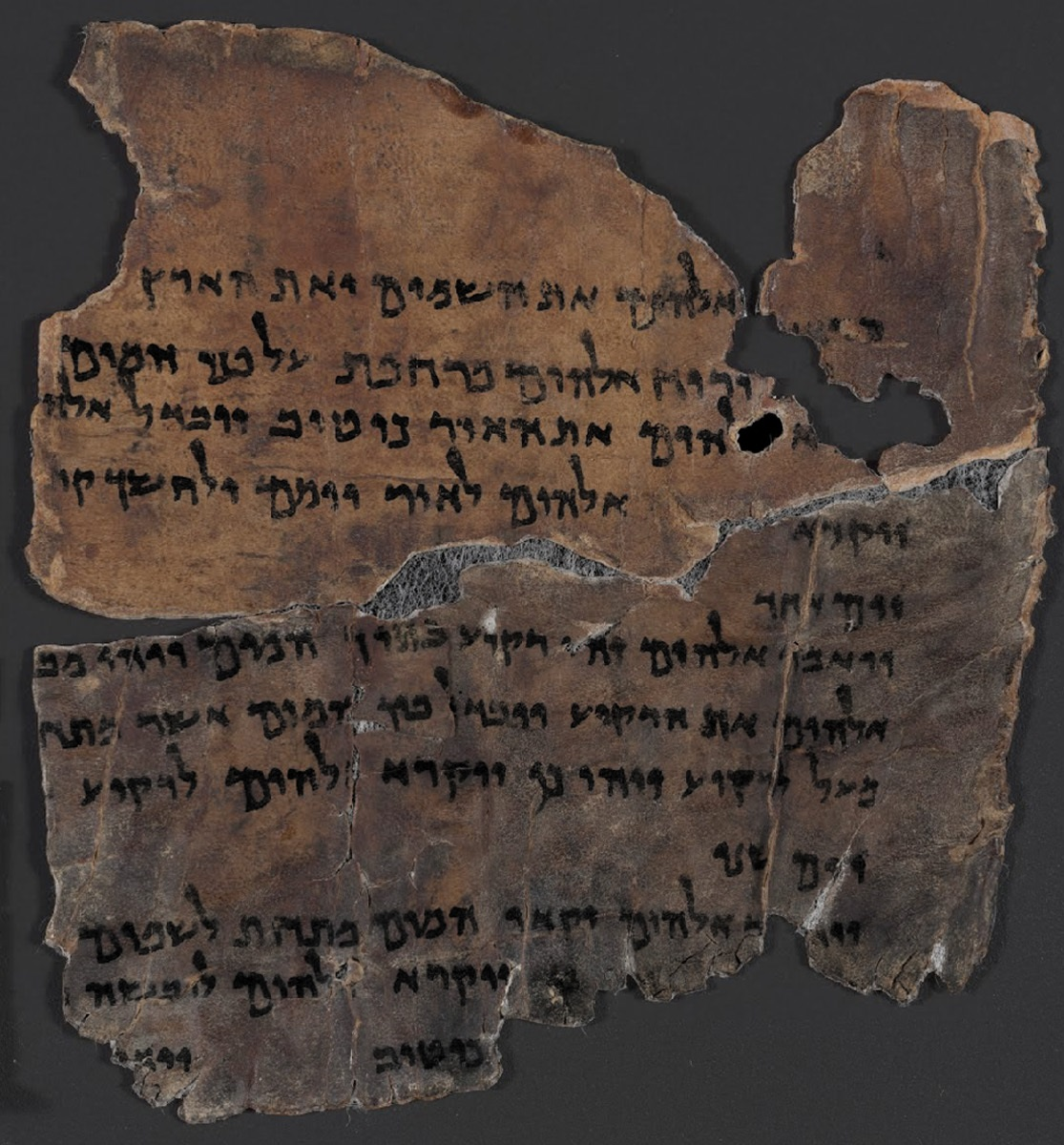
Le texte dans les manuscrits de la mer morte.

Livre de la Genèse, chapitre 32, 23-32 (traduction Bible de Jérusalem)

« Cette même nuit, il se leva, prit ses deux femmes, ses deux servantes, ses onze enfants et passa le gué du Yabboq. Il les prit et leur fit passer le torrent, et il fit passer aussi tout ce qu'il possédait. Et Jacob resta seul. Quelqu'un lutta avec lui jusqu'au lever de l'aurore. Voyant qu'il ne le maîtrisait pas, il le frappa à l'emboîture de la hanche, et la hanche de Jacob se démit pendant qu'il luttait avec lui. Il dit : Lâche-moi, car l'aurore est levée, mais Jacob répondit : Je ne te lâcherai pas, que tu ne m'aies béni. Il lui demanda : Quel est ton nom ? - Jacob, répondit-il. Il reprit : On ne t'appellera plus Jacob, mais Israël, car tu as été fort contre Dieu et contre tous les hommes et tu l'as emporté. Jacob fit cette demande : Révèle-moi ton nom, je te prie, mais il répondit : Et pourquoi me demandes-tu mon nom ? et, là même, il le bénit. Jacob donna à cet endroit le nom de Penuel, car, dit-il, j'ai vu Dieu face à face et j'ai eu la vie sauve. Au lever du soleil, il avait passé Penuel et il boitait de la hanche. »

— Genèse 32, 24-32

## Interprétations
L'identité de l'adversaire de lutte de Jacob est un sujet de débat. Il est nommé diversement, tantôt comme une figure de rêve, une vision prophétique, un ange (comme Michael et Samael), un esprit de rivière protecteur, Dieu ou Jésus, ou une réminiscence mythologique.

### Judaïsme

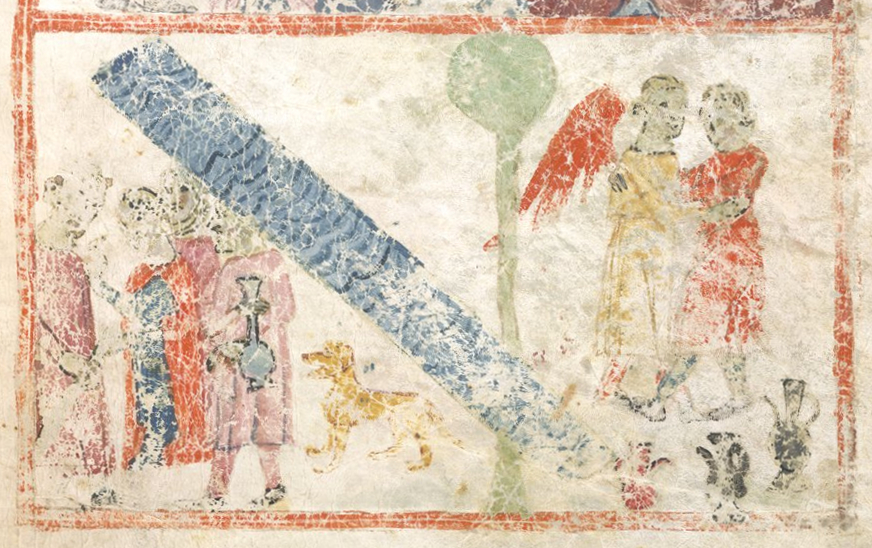
Trois scènes : Jacob luttant avec l'ange (à droite), le passage de Jacob de la rivière Jabbok et sa rencontre avec Ésaü. Haggada de Pessah

Le personnage contre lequel lutte Jacob est souvent décrit comme un « ange ». Cet adversaire de Jacob est dit être malakh qui signifie effectivement « ange ». C'est déjà le cas dans le livre d'Osée :

« Dans le sein maternel Jacob saisit son frère par le talon, et dans sa vigueur, il lutta avec Dieu. Il lutta avec l’ange, et il fut vainqueur, il pleura, et lui adressa des supplications. Jacob l’avait trouvé à Béthel, et c’est là que Dieu nous a parlé. »

L'âge relatif du texte de la Genèse et d'Osée n'est pas clair car tous deux font partie de la Bible hébraïque telle que rédigée à l'époque du Second Temple, et il a été suggéré que malakh pourrait être une modification tardive du texte, et représenterait en tant que tel une première interprétation juive de l'épisode.
Rachi (XIe) pense que Jacob a lutté avec l'ange gardien d'Ésaü (identifié comme Samael), son frère jumeau aîné tandis que Moïse Maïmonide (XIIe) considère que l'incident est « une vision de prophétie » ; Zvi Kolitz (1993) fait référence à Jacob « luttant avec Dieu ».
À la suite de la blessure à la hanche que Jacob a subie pendant la lutte, la loi juive interdit de manger le gid hanasheh (nerf sciatique), qui passe par l'orbite de la hanche, exigeant qu'il soit retiré de la viande par le processus de nikkur, comme mentionné dans le récit de Genèse 32 :33.

### Christianisme
L'interprétation selon laquelle « Jacob a lutté avec Dieu » (glosé dans le nom d'Israël) est courante dans la théologie protestante, approuvée par les réformateurs protestants Martin Luther et Jean Calvin (bien que Calvin croyait que l'événement n'était « qu'une vision »), ainsi que des écrivains ultérieurs tels que Joseph Barker (1854) ou Peter L. Berger (2014). D'autres commentaires traitent l'expression de Jacob ayant vu « Dieu face à face » comme faisant référence à l'Ange du Seigneur comme au « Visage de Dieu ».
La proximité des termes « homme » et « Dieu » dans le texte de certains commentaires chrétiens est également considérée comme évocatrice d'une christophanie. J. Douglas MacMillan (1991) suggère que l'ange avec lequel Jacob lutte est une « apparition pré-incarnation du Christ sous la forme d'un homme ».
Selon un autre commentaire chrétien sur l'incident biblique décrit, « Jacob a dit : « J'ai vu Dieu face à face », la remarque de Jacob ne signifierait pas nécessairement que « l'homme » avec lequel il a lutté est Dieu. Au contraire, comme pour d'autres déclarations similaires, quand on voyait « l’ange du Seigneur », il convenait de prétendre avoir vu le visage de Dieu ».

### Islam
L'histoire du combat de Jacob n'est jamais mentionnée dans le Coran mais elle est évoquée dans les commentaires musulmans,, en l'utilisant pour expliquer d'autres événements de la Bible hébraïque qui sont discutés dans le Coran et qui ont des parallèles, comme Moïse (Moussa) attaqué par un ange, et pour expliquer les coutumes alimentaires juives.
Comme certains commentateurs juifs, les commentateurs islamiques décrivent l'événement comme une punition pour Jacob qui ne donnait pas la dîme à Dieu mais faisait une offrande comme une dîme à Ésaü.

### Autres vues
Dans une analyse du livre de 1968 du philosophe marxiste Ernst Bloch, Atheism in Christianity, Roland Boer dit que Bloch considère l'incident comme tombant dans la catégorie du « mythe, ou du moins de la légende ». Boer appelle cela un exemple de "Dieu assoiffé de sang et vengeur... surpassé par des êtres humains rusés désireux d'éviter sa fureur".
L'incident de la lutte au bord d'un ruisseau est comparé aux récits de la mythologie grecque du duel du héros Achille avec le dieu du fleuve Scamandre  et du roi Ménélas luttant avec le dieu de la mer Protée.
On prétend également que cet incident, ainsi que d'autres histoires de l'Ancien Testament sur les patriarches juifs, reposent sur la mythologie égyptienne liée au pharaon Akhénaton, où Jacob serait le dieu Osiris/Wizzer, Ésaü serait la divinité Seth, et l'événement figurerait la lutte entre eux.
Dans The Encyclopedia of Angels, Rosemary Ellen Guiley donne ce résumé :
« Cette scène dramatique a suscité de nombreux commentaires de la part des théologiens judaïques, catholiques et protestants, des biblistes et des critiques littéraires. Jacob lutte-t-il avec Dieu ou avec un ange ? … Il n'y a pas de réponse définitive, mais l'histoire a été rationalisée : romancée, traitée comme un mythe et traitée symboliquement. »

## Arts plastiques
Ce passage a inspiré de nombreux artistes, on trouve notamment ce sujet dans :
- une peinture de Rembrandt (1659), Berlin, Gemäldegalerie[22] ;
- une peinture de Paul Baudry (1853), musée municipal de La Roche-sur-Yon ;
- une gravure de Gustave Doré (1855) ;
- une peinture murale d'Eugène Delacroix pour la chapelle des Saints-Anges de l'église Saint-Sulpice de Paris (1861) ;
- une peinture d'Alexandre-Louis Leloir (1865), Clermont-Ferrand, musée d'Art Roger-Quilliot ;
- une peinture de Léon Bonnat (1876) dont l'une des versions et des esquisses sont au Musée Bonnat-Helleu de Bayonne ;
- une peinture de Gustave Moreau (1878), Paris, musée Gustave-Moreau[23] ;
- une peinture de Paul Gauguin (1888), également intitulée La Vision après le sermon, Édimbourg, Galerie nationale d'Écosse[24] ;
- une peinture de Maurice Denis (vers 1893), collection particulière[25] ;
- une peinture d'Odilon Redon (vers 1910), Paris, musée d'Orsay[26] ;
- une sculpture de René Iché (1942), Paris, musée national d'Art moderne[27] et Montpellier, musée Fabre ;
- plusieurs peintures et vitraux de Marc Chagall, dont l'une est conservée à Nice au musée national Marc Chagall[28].

La lutte de Jacob avec l'ange vue par les artistes
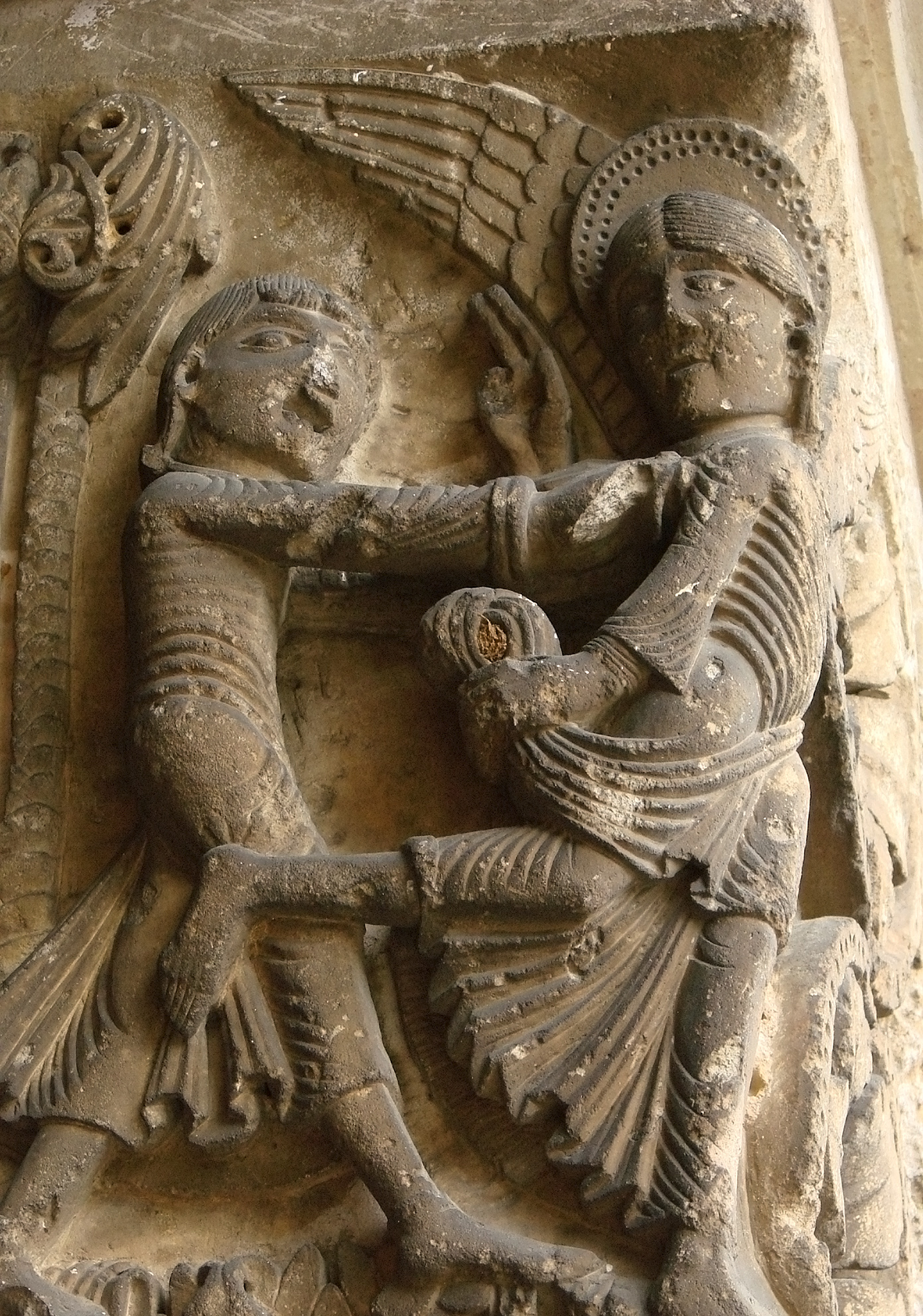
Chapiteau de la basilique de Vézelay (XIIe siècle).
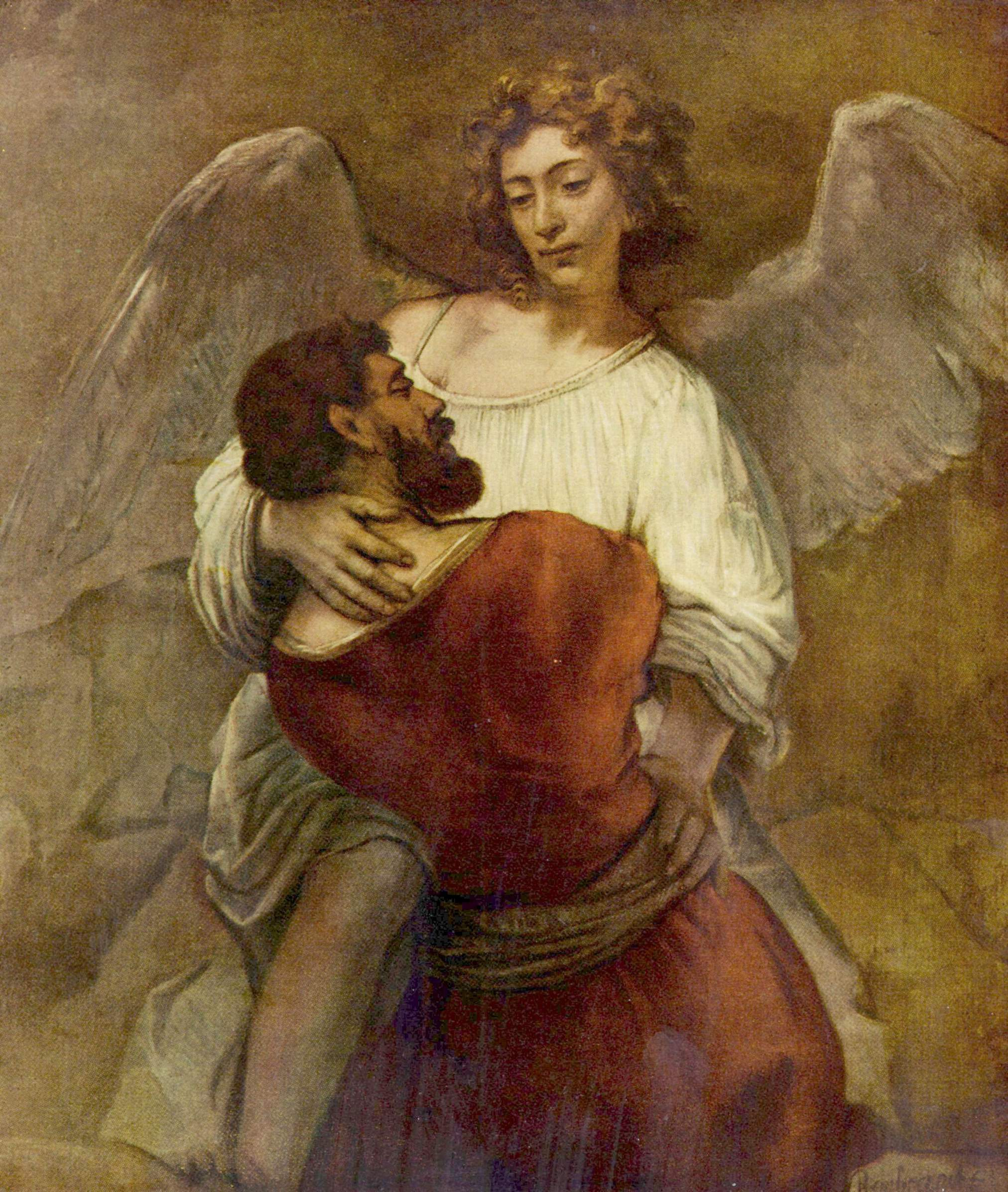
Par Rembrandt (1659), Berlin, Gemäldegalerie.
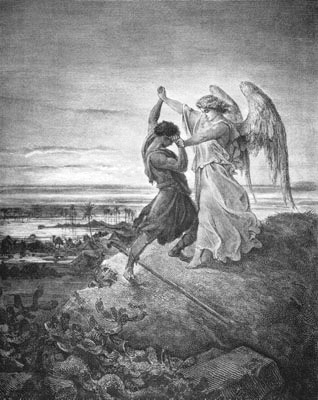
Par Gustave Doré (1855), gravure.
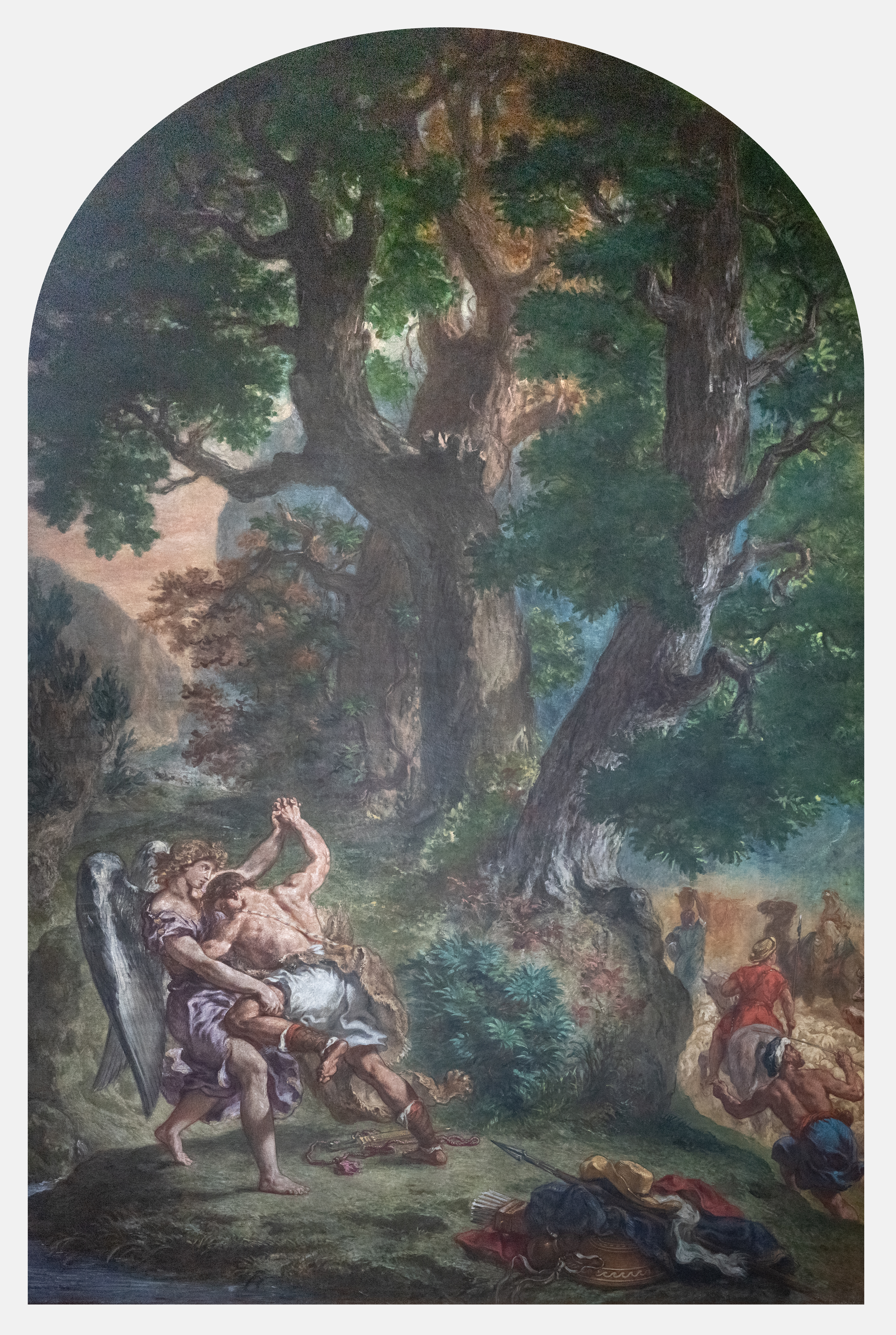
Par Eugène Delacroix (1861), église Saint-Sulpice de Paris.
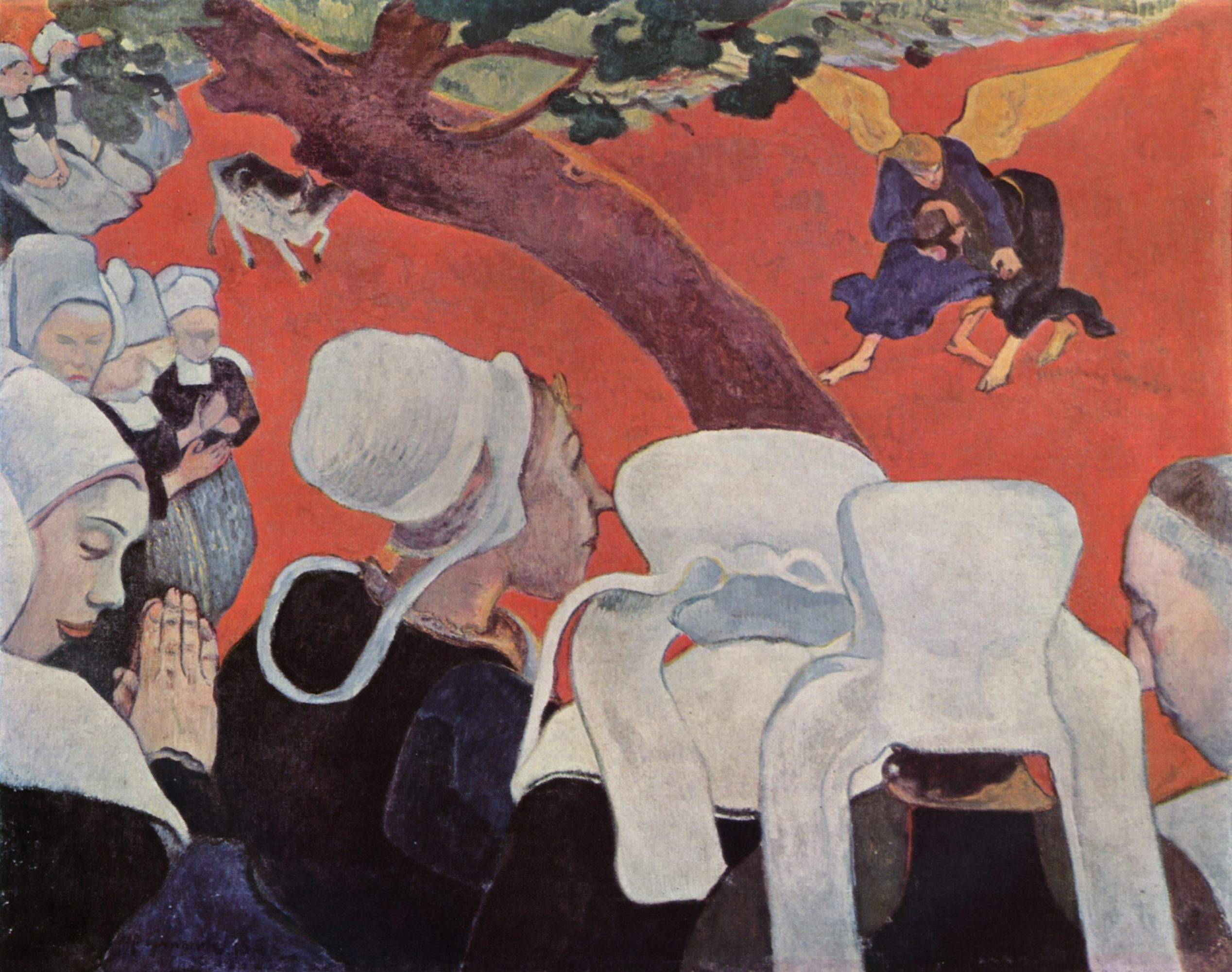
Par Paul Gauguin (1888), Édimbourg, Galerie nationale d'Écosse.

## Littérature et cinéma
- Le début du roman de Dodie Smith I Capture the Castle (1948).
- Dans The Stone Angel (L'Ange de pierre) de Margaret Laurence.
- La pièce de théâtre de Tony Kushner de 1990 Angels in America (Des anges en Amérique). La version jouée sur scène s'inspire du tableau de 1865 d'Alexandre-Louis Leloir.
- Zadie Smith la mentionne dans son roman de 2005 On Beauty (Sur la beauté), notamment celle peinte par Rembrandt (spécialité de son personnage principal : le Professeur Howard Belsey).
- La Lutte de Jacob avec l'Ange est omniprésente dans le film de Sally Potter La Leçon de tango (sortie en France en 1998) comme une métaphore de la danse et de la vie.[réf. nécessaire]
- La lutte avec l'ange (1939-1949) Publication 1950, Claude Vigée. Réédition L'Harmattan 2005 : Collection Poètes des cinq continents.
- Numéro spécial La Lutte avec l'ange, Temporel, no 1, février 2006[29].
- Dans Les Faux-monnayeurs d'André Gide (1925), au chapitre 13 de la troisième partie.
- Dans Feux de Marguerite Yourcenar (1936), dans une des notes qui suivent "Léna ou le secret" et précèdent "Marie-Madeleine ou le salut".
- Dans Le Livre des nuits (Gallimard, 1984), premier roman de l'écrivain française Sylvie Germain.
- Bernard Teyssèdre analyse le travail de l'imaginaire qui sous-tend la peinture de Delacroix dans son prologue à l'ouvrage Anges, astres et cieux: figures de la destinée et du salut [archive] publié en 1987.
- La Lutte avec l'Ange de Jean-Paul Kauffmann, 2001, Éd. La Table Ronde.